# Габріел Жезус
Габріел Жезус (порт. Gabriel Jesus, нар. 3 квітня 1997, Сан-Паулу) — бразильський футболіст, фланговий півзахисник, нападник лондонського «Арсеналу» та збірної Бразилії.
Володар Кубка Бразилії. У складі олімпійської збірної Бразилії — олімпійський чемпіон.

## Клубна кар'єра
Вихованець футбольної школи клубу «Палмейрас». 9 травня 2015 року дебютував в основній команді проти «Атлетіко Мінейро». У Кубку Лібертадорес 2016 забив чотири м'ячі.
Влітку 2016 уклав контракт з клубом «Манчестер Сіті», сума контракту становить £27 мільйонів. Представлений у клубі 19 січня 2017, а 21 січня дебютував у матчі проти «Тоттенгем Готспур». У наступному турі чемпіонату забив гол у ворота «Вест Гем Юнайтед», а у третьому матчі проти «Свонсі Сіті» зробив дубль. 23 квітня 2022 року Жезус зробив покер в переможній домашній грі 5–1 проти «Вотфорда».
4 липня 2022 року перейшов у лондонський «Арсенал». Сума трансферу склала 45 мільйонів фунтів. 13 серпня у своєму другому матчі й першому на «Емірейтс» Габріел забив свій перший і другий голи та зробив дві результативні передачі в переможному матчі 4–2 проти «Лестер Сіті».

## Виступи за збірні
2015 року залучався до складу молодіжної збірної Бразилії. На молодіжному рівні зіграв у 10 офіційних матчах, забив 2 голи.
З 2015 по 2016 рік захищав кольори олімпійської збірної Бразилії. У складі цієї команди провів 11 матчів, забив 5 голів. У складі збірної — учасник футбольного турніру на Олімпійських іграх 2016 року у Ріо-де-Жанейро.
2016 року 19-річний на той час нападник дебютував в офіційних матчах у складі національної збірної Бразилії.
У травні 2018 року був включений до заявки збірної для участі у тогорічному чемпіонаті світу.
Залучався до складу збірної для участі у Кубку Америки 2019 та 2021 років.
7 листопада 2022 року був включений до заявки збірної для участі у чемпіонаті світу 2022 року.
| Дата       | Місто           | Господарі         | Результат          | Гості          | Турнір                          | Голи | Примітки |
| ---------- | --------------- | ----------------- | ------------------ | -------------- | ------------------------------- | ---- | -------- |
| 1-9-2016   | Кіто            | Еквадор           | 0 – 3              | Бразилія       | Відбір до ЧС 2018               | 2    |          |
| 6-9-2016   | Манаус          | Бразилія          | 2 – 1              | Колумбія       | Відбір до ЧС 2018               | -    | 86'      |
| 6-10-2016  | Натал           | Бразилія          | 5 – 0              | Болівія        | Відбір до ЧС 2018               | 1    | 57'      |
| 11-10-2016 | Мерида          | Венесуела         | 0 – 2              | Бразилія       | Відбір до ЧС 2018               | 1    |          |
| 10-11-2016 | Белу-Оризонті   | Бразилія          | 3 – 0              | Аргентина      | Відбір до ЧС 2018               | -    | 82'      |
| 15-11-2016 | Ліма            | Перу              | 0 – 2              | Бразилія       | Відбір до ЧС 2018               | 1    | 82'      |
| 9-6-2017   | Мельбурн        | Бразилія          | 0 – 1              | Аргентина      | товариський матч                | -    | 90+2'    |
| 31-8-2017  | Порту-Алегрі    | Бразилія          | 2 – 0              | Еквадор        | Відбір до ЧС 2018               | -    | 60'      |
| 5-9-2017   | Барранкілья     | Колумбія          | 1 – 1              | Бразилія       | Відбір до ЧС 2018               | -    | 63'      |
| 5-10-2017  | Ла-Пас          | Болівія           | 0 – 0              | Бразилія       | Відбір до ЧС 2018               | -    |          |
| 10-10-2017 | Сан-Паулу       | Бразилія          | 3 – 0              | Чилі           | Відбір до ЧС 2018               | 2    |          |
| 10-11-2017 | Лілль           | Японія            | 1 – 3              | Бразилія       | товариський матч                | 1    | 58'      |
| 14-11-2017 | Лондон          | Англія            | 0 – 0              | Бразилія       | товариський матч                | -    | 76'      |
| 23-3-2018  | Москва          | Росія             | 0 – 3              | Бразилія       | Відбір до ЧС 2018               | -    | 65'      |
| 27-3-2018  | Берлін          | Німеччина         | 0 – 1              | Бразилія       | товариський матч                | 1    |          |
| 3-6-2018   | Ліверпуль       | Бразилія          | 2 – 0              | Хорватія       | товариський матч                | -    | кап. 60' |
| 10-6-2018  | Відень          | Австрія           | 0 – 3              | Бразилія       | товариський матч                | 1    | 67'      |
| 17-6-2018  | Ростов          | Бразилія          | 1 – 1              | Швейцарія      | ЧС 2018                         | -    |          |
| 22-6-2018  | Санкт-Петербург | Бразилія          | 2 – 0              | Коста-Рика     | ЧС 2018                         | -    |          |
| 27-6-2018  | Москва          | Сербія            | 0 – 2              | Бразилія       | ЧС 2018                         | -    |          |
| 2-7-2018   | Самара          | Бразилія          | 2 – 0              | Мексика        | ЧС 2018 - 1/8 фіналу            | -    |          |
| 6-7-2018   | Казань          | Бразилія          | 1 – 2              | Бельгія        | ЧС 2018 - чвертьфінал           | -    | 58'      |
| 12-10-2018 | Ер-Ріяд         | Саудівська Аравія | 0 – 2              | Бразилія       | товариський матч                | 1    | 72'      |
| 16-10-2018 | Джидда          | Бразилія          | 1 – 0              | Аргентина      | товариський матч                | -    | 66'      |
| 20-11-2018 | Мілтон-Кінз     | Бразилія          | 1 – 0              | Камерун        | товариський матч                | -    | 46'      |
| 23-3-2019  | Порту           | Бразилія          | 1 – 1              | Панама         | товариський матч                | -    | 60'      |
| 26-3-2019  | Прага           | Чехія             | 1 – 3              | Бразилія       | товариський матч                | 2    | 72'      |
| 6-6-2019   | Бразиліа        | Бразилія          | 2 – 0              | Катар          | товариський матч                | 1    |          |
| 9-6-2019   | Порту-Алегрі    | Бразилія          | 7 – 0              | Гондурас       | товариський матч                | 2    | 55'      |
| 14-6-2019  | Сан-Паулу       | Бразилія          | 3 – 0              | Болівія        | Копа Америка 2019 - 1º тур      | -    | 65'      |
| 18-6-2019  | Салвадор        | Бразилія          | 0 – 0              | Венесуела      | Копа Америка 2019 - 1º тур      | -    | 46'      |
| 22-6-2019  | Сан-Паулу       | Перу              | 0 – 5              | Бразилія       | Копа Америка 2019 - 1º тур      | -    |          |
| 27-6-2019  | Порту-Алегрі    | Бразилія          | 0 – 0 (4 – 3 п.п.) | Парагвай       | Копа Америка 2019 - Чвертьфінал | -    |          |
| 2-7-2019   | Белу-Оризонті   | Бразилія          | 2 – 0              | Аргентина      | Копа Америка 2019 - Півфінал    | 1    | 80'      |
| 7-7-2019   | Ріо-де-Жанейро  | Бразилія          | 3 – 1              | Перу           | Копа Америка 2019 - Фінал       | 1    | 30', 70' |
| 10-10-2019 | Сінгапур        | Бразилія          | 1 – 1              | Сенегал        | товариський матч                | -    |          |
| 13-10-2019 | Сінгапур        | Бразилія          | 1 – 1              | Нігерія        | товариський матч                | -    | 88'      |
| 15-11-2019 | Ер-Ріяд         | Бразилія          | 0 – 1              | Аргентина      | товариський матч                | -    | 71'      |
| 19-11-2019 | Абу-Дабі        | Бразилія          | 3 – 0              | Південна Корея | товариський матч                | -    | 88'      |
| 13-11-2020 | Сан-Паулу       | Бразилія          | 1 – 0              | Венесуела      | Відбір до ЧС 2022               | -    | 70'      |
| 17-11-2020 | Монтевідео      | Уругвай           | 0 – 2              | Бразилія       | Відбір до ЧС 2022               | -    |          |
| 4-6-2021   | Порту-Алегрі    | Бразилія          | 2 – 0              | Еквадор        | Відбір до ЧС 2022               | -    | 62'      |
| 8-6-2021   | Асунсьйон       | Парагвай          | 0 – 2              | Бразилія       | Відбір до ЧС 2022               | -    | 76' 82'  |
| 13-6-2021  | Бразиліа        | Бразилія          | 3 – 0              | Венесуела      | Копа Америка 2021 - 1º тур      | -    | 85'      |
| 17-6-2021  | Ріо-де-Жанейро  | Бразилія          | 4 – 0              | Перу           | Копа Америка 2021 - 1º тур      | -    | 59' 72'  |
| 23-6-2021  | Ріо-де-Жанейро  | Бразилія          | 2 – 1              | Колумбія       | Копа Америка 2021 - 1º тур      | -    | 87'      |
| 2-7-2021   | Ріо-де-Жанейро  | Бразилія          | 1 – 0              | Чилі           | Копа Америка 2021 - Чвертьфінал | -    | 48'      |
| 7-10-2021  | Каракас         | Венесуела         | 1 – 3              | Бразилія       | Відбір до ЧС 2022               | -    |          |
| 10-10-2021 | Барранкілья     | Колумбія          | 0 – 0              | Бразилія       | Відбір до ЧС 2022               | -    | 76'      |
| 14-10-2021 | Манаус          | Бразилія          | 4 – 1              | Уругвай        | Відбір до ЧС 2022               | -    | 61'      |
| 11-11-2021 | Сан-Паулу       | Бразилія          | 1 – 0              | Колумбія       | Відбір до ЧС 2022               | -    |          |
| 16-11-2021 | Сан-Хуан        | Аргентина         | 0 – 0              | Бразилія       | Відбір до ЧС 2022               | -    | 86'      |
| 27-1-2022  | Кіто            | Еквадор           | 1 – 1              | Бразилія       | Відбір до ЧС 2022               | -    | 63'      |
| 1-2-2022   | Белу-Оризонті   | Бразилія          | 4 – 0              | Парагвай       | Відбір до ЧС 2022               | -    | 61'      |
| 2-6-2022   | Сеул            | Південна Корея    | 1 – 5              | Бразилія       | товариський матч                | 1    | 78'      |
| 6-6-2022   | Токіо           | Японія            | 0 – 1              | Бразилія       | товариський матч                | -    | 63'      |
| 24-11-2022 | Лусаїл          | Бразилія          | 2 – 0              | Сербія         | ЧС 2022 - 1º тур                | -    | 79'      |
| 28-11-2022 | Доха            | Бразилія          | 1 – 0              | Швейцарія      | ЧС 2022 - 1º тур                | -    | 73'      |
| 2-12-2022  | Лусаїл          | Камерун           | 1 – 0              | Бразилія       | ЧС 2022 - 1º тур                | -    | 64'      |
| Усього     |                 | Матчів            | 59                 |                | Голів                           | 19   |          |

## Досягнення
«Палмейрас»
- Чемпіон Бразилії: 2016
- Володар кубка Бразилії: 2015

«Манчестер Сіті»
- Чемпіон Англії: 2017-18,[14] 2018-19, 2020-21, 2021-22
- Володар Кубка Ліги: 2017-18, 2018-19, 2019-20, 2020-21
- Володар Суперкубка Англії: 2018, 2019
- Володар Кубка Англії: 2018-19

Бразилія (ол.)
- Олімпійський чемпіон: 2016

Бразилія
- Переможець Суперкласіко де лас Амерікас: 2018
- Переможець Кубка Америки: 2019
- Срібний призер Кубка Америки: 2021